# 井内竜次
井内 竜次（いうち りゅうじ）は日本の作曲家。神奈川県大和市出身。東京音楽大学ピアノ科卒業。

## 映画／テレビ／CM
- CM／CM音楽 (2019)
- TV／Abema TV「将棋チャンネル 第2回AbemaTVトーナメント」番組曲 (2019)
- ラジオ／ニュース、天気予報、交通情報用音楽 (2019)
- TV／テレビ朝日「世界が愛した絵本」番組内音楽(3月O.A.) (2019)
- TV／テレビ朝日「世界が愛した絵本」番組内音楽(3月O.A.) (2019)
- Web／テレビ朝日「●REC from 311～復興の現在地」 (2019)
- TV／Abema TV「将棋チャンネル 第1回女流AbemaTVトーナメント」番組テーマ曲 (2019)
- TV／テレビ朝日「世界が愛した絵本」番組内音楽(10月O.A.) (2018)
- TV／テレビ番組用楽曲 (2018)
- TV／テレビ朝日「世界が愛した絵本」番組内音楽(10月O.A.) (2018)
- TV／テレビ朝日「世界が愛した絵本」番組内音楽(9月O.A.) (2018)
- TV／Abema TV「将棋チャンネル 第1回AbemaTVトーナメント」番組曲 (2018)
- CM／CM音楽 (2018)
- 映画／ドキュメンタリー映画「一陽来復 Life Goes On」 (2018)[1]
- 映画／「ゴーちゃん。～モコと氷の上の約束～」一部音楽 (2018)
- TV／番組用音楽多数 (2018)
- 映画／劇場版アニメ(海外版) 一部音楽 (2017)
- TV／テレビ朝日「世界が愛した絵本」 (2017/10/28 オンエア)
- TV／JSPORTS「DAIHATSU BADMINTON TV」テーマ音楽 (2017)
- 映画／ドキュメンタリー映画「一陽来復 Life Goes On」 (2017)
- TV／テレビドラマ内挿入歌 (2017)
- 映画／劇場版アニメ(海外版) 予告編・一部本編音楽 (2017)
- TV／番組用音楽多数 (2017)
- CM／ゲームソフト (2016)
- TV／テレビ朝日「世界が愛した絵本」 (2016/11/05 オンエア)
- TV／番組用音楽 (2016)
- TV／番組用音楽 (2016)
- TV／日本テレビ系「NNNドキュメント'16 汚名～放射線を浴びたＸ年後～」 (2016)
- ラジオ／南海放送ラジオ報道特別番組　父の声を聴けば (2016)
- TV／テレビ朝日「世界が愛した絵本」 テーマ音楽 (2016)
- 映画／「サンマとカタール 女川つながる人々」 (2016)
- CM／ViViA テレビ朝日放送 VP (2016)
- TV／NHK「島耕作のアジア新世紀伝」 (2016)
- TV／番組用音楽多数 (2016)
- 映画／「X年後2」 (2015)
- TV／テレビ番組BGM (2015)
- CM／YONEX (2015)
- CM／CM音楽 (2015)
- TV／テレビ番組BGM (2015)
- TV／テレビ番組企画用BGM (2015)
- TV／番組用音楽多数 (2015)
- CM／YONEX (2014)
- TV／NHK「島耕作のアジア立志伝 シーズン4」
- ラジオ／KNB(北日本放送)「でるラジ」テーマ曲等 (2014)
- CM／航空会社 PV 編曲 (2014)
- TV／子供向けテレビ番組BGM (2014)
- TV／NHK「島耕作のアジア立志伝 シーズン3」 (2014)
- CM／食品インフォマーシャル (2014)
- TV／子供向けテレビ番組BGM (2014)
- CM／YONEX (2014)
- CM／プロモーションドラマCM編曲 (2014)
- CM／YONEX (2014)
- TV／テレビ番組BGM (2014)
- CM／官公庁テレビ・ラジオCM (2014)
- TV／番組用音楽多数 (2014)
- CM／YONEX (2013)
- TV／テレビ東京系「明日のマドレーヌ」編曲 (2013)
- TV／ドキュメンタリー番組用音楽 編曲 (2013)
- TV／テレビ東京系「ニュースモーニングサテライト」テーマ音楽等 (2013)
- TV／NHK「島耕作のアジア立志伝」 (2013)
- TV／TV番組用サウンドロゴ (2013)
- CM／CM音楽 (2013)
- 映画／「李藝」 (2013)
- TV／NHK「大人女子のアニメタイム　人生ベストテン」編曲 (2013)
- TV／番組用音楽多数 (2013)
- TV／テレビ東京系「実録！世界のミステリー」テーマ音楽 (2012)
- TV／テレビ東京系「週刊ニュース新書」テーマ音楽等 (2012)
- TV／TV番組用サウンドロゴ (2012)
- CM／ANA (2012)
- TV／MBS・TBS系「ドラゴン青年団」 (2012)
- TV／テレビ東京系「完全犯罪ミステリー」テーマ音楽 (2012)
- TV／番組用音楽多数 (2012)
- CM／劇場用CM音楽 (2011)
- TV／BeeTV配信ドラマ 「湘南☆夏恋物語」一部楽曲 (2011)
- 映画／海峡をつなぐ光 (2011)
- TV／番組用音楽多数 (2011)
- CM／味の素 アミノバイタル インフォマーシャル
- 映画／「犯行声明 ～白狼たちの挽歌～」
- TV／フジテレビ「青春★ENERGY 結婚披露宴」
- CM／秋田朝日放送(AAB) 地デジ放送開始CM (ミーチュー) (5.1chサラウンド)
- TV／フジテレビ「ディビジョン１」サウンドロゴ
- TV／フジテレビ 新春ドラマスペシャル
- TV／フジテレビ 金曜エンタテイメント
- CM／株式会社文化工房 50周年記念ビデオCM
- TV／在京テレビ局 ニュース速報ジングル(地震速報等)
- 映画／Shenmue The Movie
- CM／シェンムー第一章横須賀 劇場用CM
- CM／シェンムー第一章横須賀 TVCM
- CM／莎木～シェンムー～ 制作発表会 TVCM
- TV／TV番組背景音楽・コーナージングル等 500曲以上

## イベント等
- サッカー 湘南ベルマーレ スタジアムBGM (選手紹介／選手入場等) (2019)
- イベント用音楽 (2018)
- テレビ朝日 イベント用音楽 (2018)
- サッカー 湘南ベルマーレ スタジアムBGM (選手紹介／選手入場等) (2018)
- 気仙沼 氷の水族館 プロジェクションマッピング (2017)
- イベント用BGM (2017)
- サッカー 湘南ベルマーレ スタジアムBGM (選手紹介／選手入場等) (2017)
- MONACAフェス2016 オープニングBGM (2016)
- サッカー 湘南ベルマーレ スタジアムBGM (選手紹介／選手入場等) (2016)
- サッカー 湘南ベルマーレ スタジアムBGM (選手紹介／選手入場等) (2015)
- イベントBGM (2014)
- サッカー 湘南ベルマーレ スタジアムBGM (選手紹介／選手入場等) (2014)
- 航空会社 PV　編曲参加 (2013)
- サッカー 湘南ベルマーレ スタジアムBGM (選手紹介／選手入場等) (2013)
- JAXA 宇宙航空研究開発機構 7月21日打ち上げ関連番組・ビデオ (OP／ED曲) (2012)
- サッカー 湘南ベルマーレ スタジアムBGM (選手紹介／選手入場等) (2012)
- イベント内 BGM (2011)
- メモ・リアル the THEATRE (2011)
- 企画CD BGM (2011)
- イベント オープニング曲 (2011)
- JAXA 宇宙航空研究開発機構 古川飛行士関連番組・ビデオ (OP／ED曲) (2011)
- サッカー 湘南ベルマーレ スタジアムBGM (選手紹介／選手入場等) (2011)
- イベントBGMアレンジ (2011)
- メモ・リアル the PARTY! (2011)
- 企画CD BGM (2010)
- DVDソフト BGM (2010)
- 企画CD BGM (2010)
- JAXA 宇宙航空研究開発機構 スペースシャトル関連中継番組 (OP／ED曲) (2010)
- サッカー 湘南ベルマーレ スタジアムBGM (選手紹介／選手入場等) (2010)
- JAXA 宇宙航空研究開発機構 ソユーズ打ち上げ中継番組 (OP／ED曲) (2009)
- JAXA 宇宙航空研究開発機構 H2B/HTV関連中継番組 (OP／ED曲) (2009)
- 企画CD BGM (2009)
- サッカー 湘南ベルマーレ スタジアムBGM (選手紹介／選手入場等) (2009)
- イベントビデオBGM (2009)
- 金月真美 ファンクラブイベントBGM(アレンジ)
- イベントビデオBGM
- 田村ゆかり 公式ファンクラブ サウンドロゴ
- サッカー 湘南ベルマーレ スタジアムBGM (選手紹介／選手入場等)
- 田村ゆかり コンサート BGM
- プロバスケチーム スタジアムBGM
- 東京腸捻転 in 日比谷野音 オープニングミュージック(アレンジ)
- 田村ゆかり ファンクラブイベントBGM
- 田村ゆかり *Cutie Cutie Concert* 2005 OP／ED等BGM
- サッカー 湘南ベルマーレ スタジアムBGM(選手紹介／選手入場等)
- 田村ゆかり ファンクラブイベントBGM
- 田村ゆかり さまぁらいぶ☆2004*Sugar Time Trip* OP／ED等BGM
- FM大和(MAGIC-FM) 番組コーナージングル／BGM

## ゲーム
- シェンムー3 (Shenmue III)／YS-Net (2019) (新曲なし／キックスタータープロモーション協力のみ)
- シェンムー1&2 (Shenmue I&II)／セガ (2018)
- ニュースアプリ「アルキキ」／朝日新聞 (2016)
- エクステトラ (3DS/PS Vita)／フリュー (2013)
- いつかこの手が穢れる時に -SPECTRAL FORCE LEGACY- (PSP)／アイディアファクトリー (原曲作編曲) (2009)
- PS3用ゲームソフト (PS3/内蔵音源)
- PS2用ゲームソフト (PS2/内蔵音源)
- PS2用ゲームソフト (PS2/内蔵音源)
- スーパーモンキーボール2／Super Monkey Ball 2／GameCube／アミューズメントヴィジョン
- シェンムーII／Shenmue II／Dreamcast(内蔵音源)／セガ
- US Shenmue／Dreamcast(内蔵音源)／セガ
- シェンムー第一章横須賀 (DC/内蔵音源)／セガ
- スペクトラルフォース2 (PS/内蔵音源)／アイディアファクトリー
- LOVE GAME'S サービスプライス版 (PS)／Tears市川ソフト開発
- ゲームショー体験版ゲーム (PS/内蔵音源)
- スペクトラルタワー2 (PS)／アイディアファクトリー
- FOX JUNCTION (PS)
- LOVE GAME'S わいわいテニス (PS)／Tears市川ソフト開発
- その他多数...

## CD／DVD／BD (音楽制作・演奏関連での参加作品のみ)
- [DVD] 映画 「一陽来復 Life Goes On」 (2018)
- [CD] サンマとカタール オリジナルサウンドトラック (2016)
- [DVD] 映画 「サンマとカタール」 (2016)
- [DVD] 映画 「李藝」 (2013)
- [CD] 李藝 オリジナルサウンドトラック (2013)
- [DVD/BD] ドラゴン青年団 (2013)
- [DVD] ドキュメンタリー映画 「海峡をつなぐ光」 (2011)
- [CD] Vacance／Humpty Dumpty Music (2009) [音楽制作]
- [DVD/BD] AQUAPLUS LIVE&FESTA 2008 [キーボード・オペレート・バンドマスター]
- [DVD/BD] Suara LIVE 2008 ～太陽と月の調べ～ [キーボード・オペレート・バンドマスター]
- [DVD/BD] Suara LIVE TOUR 2007 ～惜春想歌～ [キーボード・オペレート・バンドマスター]
- [CD] スペクトラルフォース オリジナル サウンドトラック ザ ベスト [音楽制作]
- [CD] らいむいろ流奇譚X ～恋、教エテクダサイ。 キャラクターソング集 (M-05) [作曲編曲]
- [DVD] 田村ゆかり *Cutie Cutie Concert* 2005 at 東京国際フォーラム [音楽制作・ライブアレンジ・オペレート]
- [DVD] 東京腸捻転 in 日比谷野音 [編曲]
- [DVD] 田村ゆかり さまぁらいぶ☆2004*Sugar Time Trip* [音楽制作・ライブアレンジ・オペレート]
- [CD] Melody Of Legend (Chapter of Love) (M-07) [作曲]
- [CD] 魔法先生ネギま!麻帆良学園中等部2-A：3学期 [音楽制作]
- [CD] 魔法先生ネギま!麻帆良学園中等部2-A：2学期 終業式 [音楽制作]
- [CD] 魔法先生ネギま!麻帆良学園中等部2-A：1学期 [音楽制作]
- [CD] 非婚家族オリジナルサウンドトラック／松本晃彦 [プログラミング]
- [DVD] シェンムー・ザ・ムービー [音楽制作]
- [CD] スペクトラルフォース2 ドラマCD [音楽制作]
- [CD] スペクトラルフォース2 オリジナルサウンドトラック [音楽制作]
- [CD] シェンムー 一章 横須賀 [音楽制作]
- [CD] 莎木(シェンムー) - オーケストラ・バージョン (M-02,08) [作曲]
- [CD] 莎花(シェンファ)～江清日抱花歌～ [作曲編曲]

## レコーディング／ライブサポート
- 鈴木裕子(二胡)、張勇(二胡)、古代眞琴、金月真美、江崎とし子、大津美紀、笠原弘子、遠藤由美、米光美保、蘭燃、田村ゆかり、秋山久美、皆川純子、吉田朋代、長瀬弘樹、GOOD LOVIN'、山崎淳、kenjiro、松本晃彦、iyiyim、西司、伊織
- AQUAPLUS LIVE/FESTA 2008(Suara/上原れな/小山剛志/小野涼子/櫻井浩美)
- Goldream (MxM(高井萌・金月真美)/草尾毅)
- Dream Live 2002 (ピーボ・ブライソン/杏子/米倉利紀/LUVandSOUL/September/YUKO)他

## その他の活動
- テレビ出演、ラジオ出演、専門学校 非常勤講師、etc.